# Catenaccio

Nejčastější rozestavení Interu Milán v šedesátých letech

Catenaccio je označení fotbalového herního stylu, založeného na zajištěné obraně a rychlých protiútocích. Ujal se převážně v Itálii, název znamená doslova bezpečnostní řetízek na dveře.
Předchůdcem catenaccia byl systém zvaný verrou nebo riegel (zástrčka), který ve třicátých letech úspěšně zavedl Karl Rappan v klubu Servette FC a ve švýcarském národním týmu. Po druhé světové válce na něj navázali v US Triestina trenéři Mario Villini a Nereo Rocco, který dovedl v roce 1947 terstský klub k historickému druhému místu v Serii A. Později Rocco uplatňoval tuto taktiku také s týmem Calcio Padova a s AC Milán, který se stal v roce 1962 mistrem Itálie. Taktická inovace spočívala v tom, že tehdy nejčastější fotbalové rozestavení 3-2-5 (tzv. WM systém) bylo nahrazeno schématem 1-3-3-3. Za trojicí obránců, hrajících v jedné linii a osobně obsazujících soupeřovy útočníky operoval ještě jeden hráč, zvaný „zametač“, který měl za úkol zaskočit podle situace všude, kde mohla být obranná linie prolomena.
Argentinský rodák Helenio Herrera přišel v roce 1960 jako trenér do Interu Milán a zavedl vylepšené catenaccio: stáhl hru na dva klasické útočníky, tři záložníky a pět obránců, z nichž jeden měl za úkol vyrážet k překvapivým protiútokům v roli „falešného křídla“. Pro tento styl našel vhodné typy hráčů hráčů jako Tarcisio Burgnich, Armando Picchi a Giacinto Facchetti a vytvořil tým známý jako Grande Inter, který pod Herrerovým vedením získal tři italské tituly (1963, 1965 a 1966), dvakrát vyhrál Pohár mistrů (1964 a 1965) a dvakrát Interkontinentální pohár (1964 a 1965): sice nenastřílel mnoho branek, ale jen zřídka nějakou inkasoval.
Koncem šedesátých let popularita catenaccia upadla, také kvůli prohrám Interu ve finále PMEZ 1967 s Celticem a 1972 s Ajaxem. Jako catenaccio se postupně začala ironicky označovat jakákoli destruktivní hra, i když s původní Herrerovou taktikou neměla mnoho společného. Řada italských trenérů však i nadále uplatňovala modernizovanou variantu catenaccia obohacenou o vlivy totálního fotbalu, jako například Giovanni Trapattoni, který získal s Juventusem Turín jako jediný trenér v historii všechny tři evropské poháry.
Radim Procházka použil termín v názvu svého dokumentárního filmu Drnovické catenaccio aneb Cesta do pravěku ekonomické transformace.